# Jorge Donato de Hesse-Darmstadt
Jorge Donato de Hesse-Darmstadt, Grão-duque herdeiro de Hesse e do Reno (em alemão, Georg Donatus, Erbgroßherzog von Hessen und bei Rhein; Darmstadt, 8 de novembro de 1906 - Oostende, 16 de novembro de 1937) foi o primeiro filho do segundo casamento do grão-duque Ernesto Luís de Hesse com a princesa Leonor de Solms-Hohensolms-Lich. Seu nome completo era Georg Donatus Wilhelm Nikolaus Eduard Heinrich Karl Erbgroßherzog von Hessen und bei Rhein , sendo que o nome de "Nikolaus" lhe havia sido dado em honra ao seu tio, o czar Nicolau II da Rússia.

## Casamento e descendência
No dia 2 de fevereiro de 1931, Jorge casou-se com a Princesa Cecília da Grécia, em Darmstadt. O casal teve quatro filhos:
| Nome                     | Nascimento             | Morte                  | Observações                                                                         |
| ------------------------ | ---------------------- | ---------------------- | ----------------------------------------------------------------------------------- |
| Luís Ernesto de Hesse    | 25 de outubro de 1931  | 16 de novembro de 1937 | morreu aos 6 anos de idade num acidente de avião; sem descendência.                 |
| Alexandre Jorge de Hesse | 14 de abril de 1933    | 16 de novembro de 1937 | morreu aos 4 anos de idade num acidente de avião; sem descendência.                 |
| Joana de Hesse           | 20 de setembro de 1936 | 14 de junho de 1939    | morreu aos 2 anos e meio de idade de Meningite; sem descendência.                   |
| natimorto                | 16 de novembro de 1937 | 16 de novembro de 1937 | encontrado nos escombros do avião despenhado que matou grande parte da sua família. |

No dia 1º de maio de 1937, Jorge e Cecília tinham-se juntado ao Partido Nazi.

## Morte
Em outubro de 1937, o pai de Jorge, Ernesto Luís de Hesse, morreu. O casamento do seu irmão, o príncipe Luís de Hesse, com Margaret Campbell-Geddes, estava marcado para poucas semanas depois do funeral e seria realizado em Londres. No dia 16 de novembro, Jorge, Cecília, os seus dois filhos mais velhos e a sua mãe, Leonor, deixaram Darmstadt, de avião, com o objectivo de chegar a Londres. Contudo, o aparelho bateu contra a chaminé de uma fábrica perto de Oostende, na Bélgica e despenhou-se, matando todos os que seguiam a bordo. Cecília estava grávida, de oito meses, do seu quarto filho, e os restos mortais do feto foram encontrados entre os destroços, indicando que ela tinha entrado em trabalho de parto durante o acidente.
A família foi enterrada em Rosenhöhe, o mausoléu da família, em Darmstadt.

## Na Cultura popular
A trágica  história da morte da família ducal de Hesse foi tratada no livro Uma Questão de Honra, de Jeffrey Archer, de forma ficcionada. Segundo Archer, o acidente teria ocorrido por obra do KGB, devido ao fato de Jorge Donato ter em sua posse as jóias da sua tia, a czarina Alexandra Feodorovna.